# Franco Causio
Franco Causio (født 1. februar 1949 i Lecce, Italien) er en italiensk tidligere fodboldspiller (højre kant), der blev verdensmester med Italiens landshold ved VM 1982.

## Karriere
Causio spillede hele sin karriere i hjemlandet, og tilbragte hele 13 år hos Juventus i Torino. Han vandt seks italienske mesterskaber samt én Coppa Italia-titel med klubben. Han havde desuden ophold hos blandt andet Inter, Udinese samt U.S. Lecce i sin fødeby.
For det italienske landshold nåde Causio at spille 63 kampe, hvori han scorede seks mål. Han blev verdensmester med holdet ved VM 1982 i Spanien, og spillede to af italienernes syv kampe i turneringen, herunder finalen mod Vesttyskland, hvor han blev skiftet ind to minutter før tid. Han deltog også ved både VM 1974 i Vesttyskland, VM 1978 i Argentina samt EM 1980 på hjemmebane.

## Titler
Serie A
- 1972, 1973, 1975, 1977, 1978 og 1981 med Juventus

Coppa Italia
- 1979 med Juventus

UEFA Cup
- 1977 med Juventus

VM
- 1982 med Italien